# Alternativní školství
Alternativní školství je souborné označení pro školství různých pedagogických směrů, které se vymezují vůči klasickému čili tradičnímu školství, které vychází z pedagogiky formulované v 19. století J. F. Herbartem (herbartismus). K alternativnímu školství se řadí například Montessoriovská, Daltonská, Waldorfská nebo Freinetovská škola.
Význam alternativního školství spočívá mimo jiné ve snaze zabývat speciálními potřebami minoritní částí žáků, kteří nevyhovují systému vytvořenému klasickým školstvím pro efektivní vzdělávání majoritní části žáků v rámci omezených finančních možností. Proto nelze očekávat, že se alternativní školství přes svoje klady stane hlavním vzdělávacím proudem. Reformy klasického školství se obvykle snaží nejvýznamnější alternativní prvky integrovat.

## Alternativní školy
Alternativní škola je obecný termín, který pokrývá všechny druhy škol, ať už soukromé, státní či veřejné, které mají jeden podstatný znak – odlišují se od hlavního proudu standardních či běžných škol. Odlišnosti mohou spočívat v hodnocení vzdělávacích výsledků žáků, organizaci a metodě výuky, ve specifičnosti obsahu vzdělávání aj.
Školy musí usilovat o to, aby vzdělání mělo pro všechny žáky smysl a osobní význam. To vyžaduje právě změny obsahu vzdělávání, metod a forem výuky, ale i prostředí školy, které se projeví v charakteru vztahu mezi učitelem a žákem, v rozvíjení sociálních vztahů, rozšíření příležitostí k aktivní a tvořivé činnosti atd.
Alternativní školy se snaží o přiblížení učiva zábavnější formou, než školy klasické. Jedná se o formu hry, diskuse či problémové úkoly, díky čemuž můžeme tyto školy nazývat "školy hrou". I zde se však musí plnit rámcový vzdělávací program.

## Historie
Roku 1908 otevřela italská lékařka Marie Montessori v Římě "Dům dětí" a o rok později uveřejnila knihu Metoda vědecké pedagogiky užitá ve výchově v dětských domovech, která zahájila rozvoj Montessoriovských škol po celém světě.
V roce 1919 v Německu ve Stuttgartu zakládá továrník Emil Molt za pomoci Rudolfa Steinera Waldorfskou školu. Po roce 1945 jsou zakládány i mimo Německo. Po roce 1989 vznikají i v Česku, kde dnes najdeme několik mateřských školek, základních i středních škol.
V USA byl v roce 1920 zaveden do zkušební praxe Daltonský plán. K dalšímu velkému rozvoji alternativní školství pak dochází od roku 1970.
Alternativní školství čerpá z učení významných osobností, které se pedagogice věnovaly – Maria Montessori, Rudolf Steiner, John Dewey, Helen Parkhurst, Jan Amos Komenský a další.

## Společné znaky
Ve světě existuje mnoho různých škol, které se označují za alternativní. Jejich společným rysem je několik základních znaků:
- malá rozšířenost
- blízký vztah učitel – žák (individuální přístup i domácí vzdělávání)
- menší počet žáků ve třídě i ve škole jako celku
- větší prostor pro žákovo rozhodování
- odlišné osnovy
- větší spolupráce s vrstevníky a zapojování rodičů
- sledování určitého filozofického směru
- slovní hodnocení – mnohem konkrétnější a objektivnější, než hodnocení číselné, hodnotí se pokrok dítěte, které je skrze toto hodnocení více motivováno
- co nejkreativnější zapojení dítěte do výuky
- absence zvonění – dbá se na únavu či zaujetí dítěte
- propojování předmětů – lepší pochopení souvislostí i využití v praxi
- prostředí přizpůsobené dětem – dětská výzdoba, snadný přístup k pomůckám
- respektování vývojových zvláštností – chyba není přestupek, ale stupeň učení
- podpora odpovědnosti spoluúčasti dětí na rozhodování

Alternativní školy slouží jako rozšíření k tradičním státním nebo soukromým školám. Jedná se o předškolní zařízení (mateřské školky), základní i střední školy, které nabízejí přizpůsobivější program pro vzdělávání než tradiční školy. Mají speciálně upravené osnovy, které kladou důraz na v tradičních školách často opomíjené prvky (viz výše).
Alternativní školy jsou buď zcela autonomní subjekty nebo pracují jako součást větší školy, která tak dává prostor pro vzdělání i žákům, kterým většinový styl výuky nevyhovuje zejména z důvodu nějaké specifické poruchy učení.

## Cíle
Hlavním cílem alternativního školství je poskytovat vzdělání studentům, kterým by se to v tradičních školách nepodařilo (tzv. rizikoví jedinci). Zejména se jedná o:
- snížení odcizení ve vztahu učitel – žák
- zlepšení duševního pojetí sebe sama[6]
- budování pocitu vlastní zodpovědnosti
- posílení sociálních vztahů k rodičům i společnosti
- zvýšení sebehodnocení žáků stanovením dosažitelných cílů
- motivace úspěšných studentů k dalšímu vzdělávání
- zvýšení rodičovského podílu a odpovědnosti na vzdělání
- přizpůsobení objemu výuky možnostem žáka a vytvoření individuálního studijního plánu
- nalezení vhodných sociálních a společenských rolí
- příprava na samostatný život a integraci do společnosti
- usnadnění nalezení zaměstnání

## Používané metody
Klasické školství používá při výuce masových metod, které souvisí se snahou o snížení nákladů na vzdělávání. Tato masovost s sebou nese další negativní jevy, jako je ztráta osobního kontaktu, možnosti individuálního přístupu, získání pocitu anonymity a nevýznamnosti u žáka.
Alternativní školství se obecně snaží udržet poměr učitel:žák nízký, většinou 1:10 nebo méně. Zaměstnanci školy mají velkou autonomii v rozvoji školních osnov a řádu. Zároveň učitelé zastávají rozšířené postavení – celkové jednání s dítětem a řešení jeho problémů. Dalším je záměrná péče a vytváření pozitivního prostředí v alternativních školách, které jsou obecně odlišné a vzdálené od tradičních škol. Rozvojem pocitu sounáležitosti, skupiny a přátelství je pro studenty snazší se začlenit a přijmout nová pravidla, očekávání a zásady chování.
Při výuce jsou využívány metody skupinového vyučování, které posilují prvek spolupráce. Aktivity mohou být záměrně zaměřeny na cílovou profesi. Objem výuky je přizpůsobován možnostem žáků a vzniká tak pro ně individuální studijní plán. Velký důraz je kladen na rozvoj jejich cílevědomosti a zodpovědnosti. Základní myšlenkou většiny alternativních škol je, že všichni studenti jsou plnohodnotní, jen potřebují směrovat k tomu, aby dokázali najít a rozvíjet své kladné vlastnosti.

## Školy dostupné v Česku
V Česku existují dva typy škol, které lze navštěvovat. První skupinou jsou školy tzv. reformní, které ve světě vznikaly v 1. polovině 20. století. Patří sem škola Waldorfská, Montessori, Daltonská či Jenská, svobodné školy (po vzoru škol Summerhill či Sudbury Valley) ale i ScioŠkola. Do druhé skupiny se řadí Zdravá škola, Začít spolu, Lesní/přírodní škola či Integrovaná tematická výuka. Tyto školy vznikají v posledních desetiletích, v mnoha případech staví na zkušenostech škol reformních a na nových vědeckých poznatcích z mnoha oborů – například psychologie, pedagogiky aj.